# Перш (озеро)
Перш (фр. Lac des Perches) — озеро у Верхньому Рейні, Франція. На висоті 984 м, площа поверхні становить 0,044 км². Розташоване на ельзаській стороні гір Вогези в муніципалітеті Римбах-пре-Мазево.

## Топоніміка
Німецька назва озера в XIX столітті була Sternsee (озеро зірки). Ця назва походить від зміни Ternsee ou Ternensee. Його французька назва походить від неправильного тлумачення скоромовного топоніму Lac des Bers (Bers, що стосується різновиду гірського пасовища, як у горі Haute Bers, що лежить на південному заході озера), який читався як Bärsch (німецькою мовою окунь) і перекладається на сучасну назву озера.

## Історія
Це льодовикове озеро, перегороджене дамбою в 16 столітті, щоб забезпечити енергією кузні та текстильні фабрики.

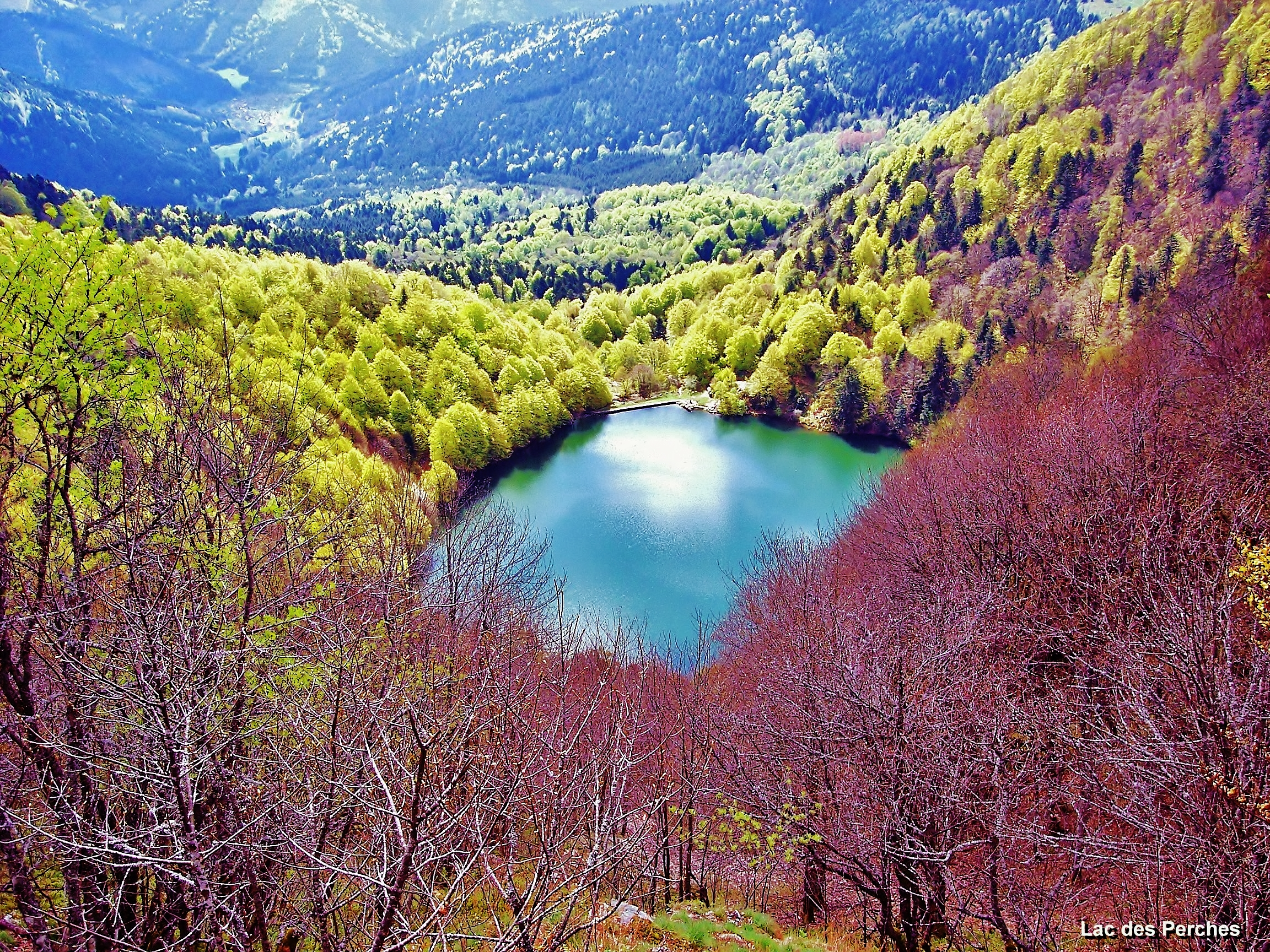
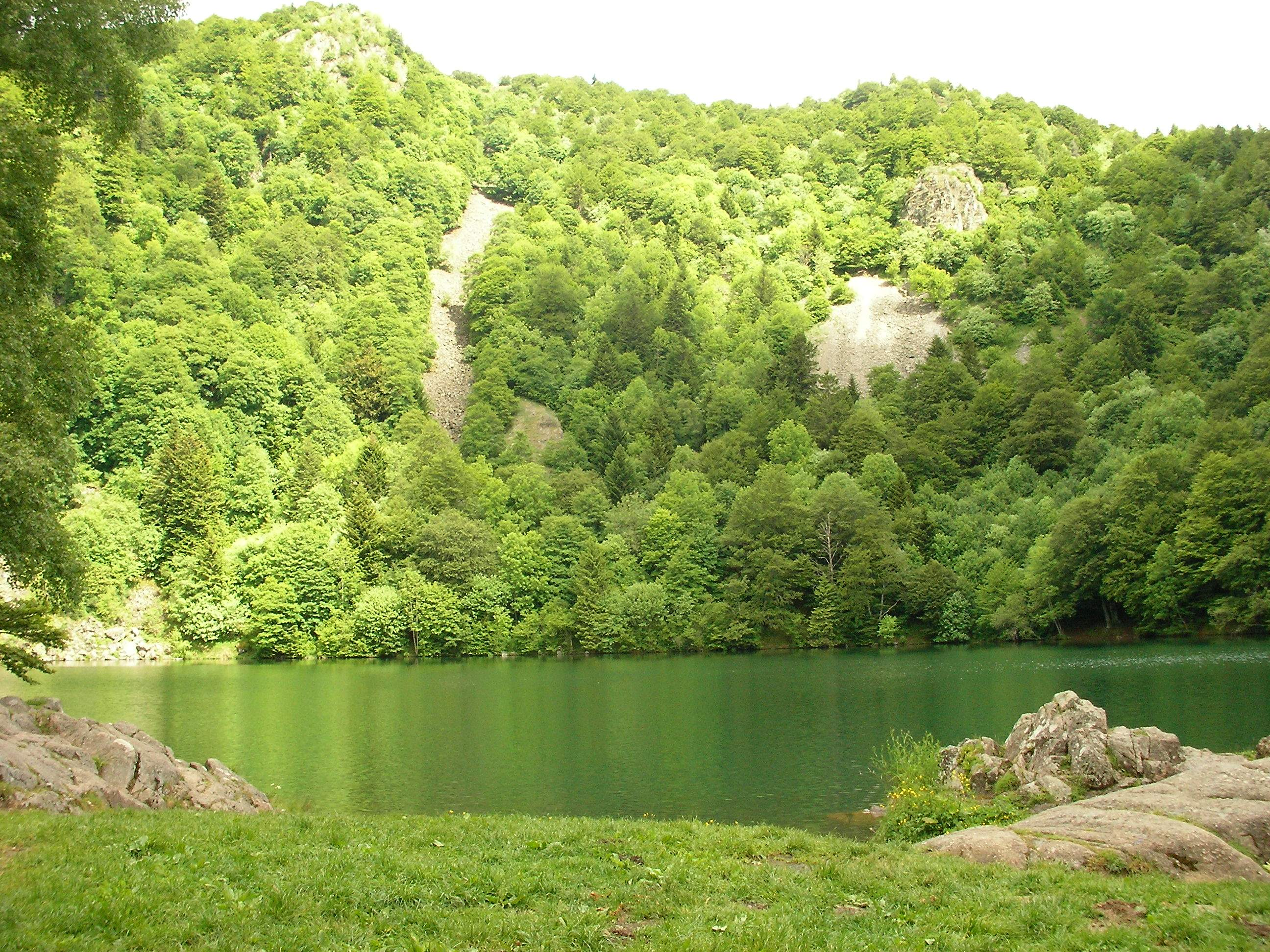